# Bob Dykstra
Robert Dale Dykstra, detto Bob (Oskaloosa, 31 maggio 1922 – Rockford, 18 novembre 1994), è stato un cestista statunitense.

## Carriera
Ha giocato a livello professionistico in National Basketball League con i Detroit Gems, e successivamente con gli Sheboygan Red Skins.